# Лутченко, Владимир Яковлевич
Владимир Яковлевич Лутченко (род. 2 января 1949, Раменское, РСФСР, СССР) — советский хоккеист, защитник. Заслуженный мастер спорта СССР (1970).

## Биография
Выступал в 1966—1981 в ЦСКА (Москва). Член КПСС с 1976 года.
В 1975 году забросил 4 шайбы в одной игре — в матче Приза «Известий»-75 со шведами. Достижение Лутченко как защитника в советском и в российском хоккее до сих пор не перекрыто.
Работал директором хоккейной школы ЦСКА. С 1997 работал в Бостоне детским тренером по хоккею
Игрок ветеранских турниров в составе ХК «Легенды хоккея СССР». Член Правления и куратор конференции «Юг и Северный Кавказ» Ночной хоккейной лиги.
В Раменском открыта ледовая арена, названная в его честь.

## Достижения
- Олимпийский чемпион — 1972, 1976
- Чемпион мира и Европы — 1969, 1970, 1973-1975, 1978, 1979,
- Чемпион мира 1971
- серебряный призёр ЧМ и Европы 1972,
- серебряный призер ЧМ 1976
- серебряный призе чемпионата Европы 1971
- бронзовый призёр ЧМ и Европы 1977.,
- бронзовый призер чемпионата Европы1976
 В ЧМЕ и ЗОИ — 114 матчей, 11 голов.
- Участник розыгрыша Кубка Канады 1976 (3 матча).
- чемпион СССР — 1968, 1970—1973, 1975, 1977—1980. В чемпионатах СССР — 459 матчей, 59 голов.
- 2-й призёр чемпионатов СССР 1967, 1969, 1974, 1976.
- Обладатель Кубка СССР 1967—1969, 1973, 1977, 1979, финалист розыгрыша Кубка СССР 1976.
- Участник Суперсерии-72.

## Награды
- Орден «За заслуги перед Отечеством» IV степени (26 декабря 2011) - за большой вклад в развитие физической культуры и многолетнюю добросовестную работу[1]
- орден Почёта (1996)
- орден Трудового Красного Знамени (07.07.1978)
- орден «Знак Почёта» (1975)
- медаль «За трудовую доблесть» (03.03.1972)